# Ana Comnena
Ana Comnena foi uma princesa bizantina, filha do imperador bizantino Aleixo I Comneno com Irene Ducena. Tornou-se numa das primeiras mulheres historiadoras ao escrever a "A Alexíada", uma crônica sobre o reinado do seu pai, durante o qual ocorreu a Primeira Cruzada.

## Primeiros anos

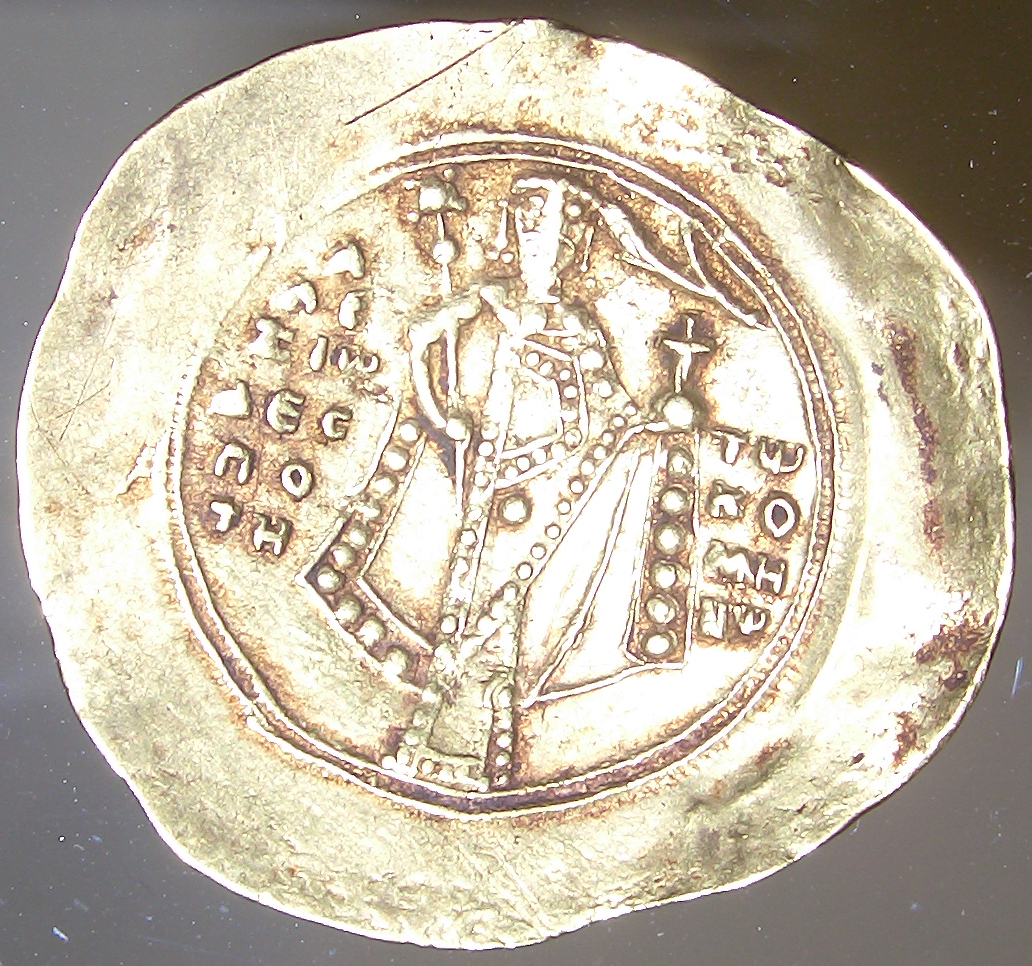
Aleixo I Comneno, o pai de Ana.

Nascida no quarto púrpura do Grande Palácio e por isso era a "porfirogênita", foi a primogénita dos sete filhos de Aleixo e seus irmãos eram, em ordem de idade: Maria Comnena, João II Comneno, Andrônico Comneno, Isaac Comneno, Eudóxia Comnena e Teodora Comnena. Na "Alexíada", ela atesta sua origem nobre afirmando ter "nascido e sido criada no púrpura" (a cor imperial).
Na "Alexíada", Ana enfatiza sua afeição por seus pais descrevendo sua relação com Aleixo e com Irene. Além disso, ela também demonstra o quão próximas eram as relações familiares ao descrever a ocasião em que Irene, grávida, esperou por dois dias para dar a luz para esperar por Aleixo. O historiador Angeliki Laiou afirma que Ana apresenta estes eventos como "evidência da obediência que ela tinha em relação aos pais" e como uma demonstração do seu afeto familiar.

## Educação
Ana foi educada em história, matemática, ciência e filosofia grega. Ela foi reconhecida por sua erudição pelo acadêmico medieval Nicetas Coniates, que escreveu que Ana "era devota fervorosa da filosofia, a rainha de todas as ciências e versada em todos os campos". A historiadora moderna Carolyn L. Connor afirma que "educação é central para a auto-definição de Ana". A concepção de Ana sobre sua própria educação aparece no seu testamento, que agradece aos pais por terem permitido que ela a obtivesse. Este testamento contrasta com um discurso funerário sobre Ana proferido pelo contemporâneo Jorge Tornício no qual ele afirma que ela foi obrigada a ler poesia antiga - como a "Odisseia" de Homero - em segredo por que seus pais não aprovavam a forma como ela lidava com o politeísmo e outras "coisas perigosas", "danosas" para os homens e "excessivamente insidiosas" para as mulheres. Tornício segue afirmando que Ana "abraçava a fragilidade de sua alma" e estudava a poesia "tomando cuidado para não ser descoberta pelos pais".

## Noivado e casamento
Ana conta que, nos primeiros anos de sua infância, ela foi criada pela antiga imperatriz Maria da Alânia, que era mãe do primeiro noivo de Ana, Constantino Ducas, cujo pai era o imperador Miguel VII Ducas. Era costume da época que as noivas fossem educadas por suas futuras sogras. Não havendo um filho varão para herdar o trono, Constantino foi proclamado coimperador, mas, em 1087, nasceria o filho aguardado, o futuro João II Comneno. Constantino abandonou as suas pretensões imperiais e morreu pouco depois.
Em 1097, Ana casou-se aos 14 anos com outro nobre, o césar Nicéforo Briénio, estadista, general e historiador, filho de uma família aristocrática, os Briênios, que contestara o trono antes da ascensão de Aleixo. O pai deste, Nicéforo Briênio, foi um general vencido por Aleixo, e assim este provavelmente pretendia apaziguar os seus rivais e obter consenso sob a sua coroa. Segundo Ana, tratou-se de um casamento político e não por amor, mas tornar-se-ia numa união de sucesso durante quarenta anos, da qual nasceram quatro filhos:
- Aleixo Comneno, mega-duque (c. 1102 - ca. 1161/1167)
- João Ducas (c. 1103 - fl. 1173)
- Irene Ducena (c. 1105 - ?)
- Maria Briênia Comnena (c. 1107 - ?)

## Trabalho médico
Ana se mostrou muito capaz não apenas no nível intelectual, mas também em assuntos práticos. Seu pai a encarregou de um grande hospital e orfanato que havia construído para que ela administrasse em Constantinopla. Diz-se que o hospital tinha leitos para 10 000 pacientes e orfãos.[carece de fontes?] Ana ensinava medicina ali e em outros estabelecimentos similares e era considerada uma especialista em gota. Ana tratou do pai em seus últimos anos.

## Reivindicação ao trono

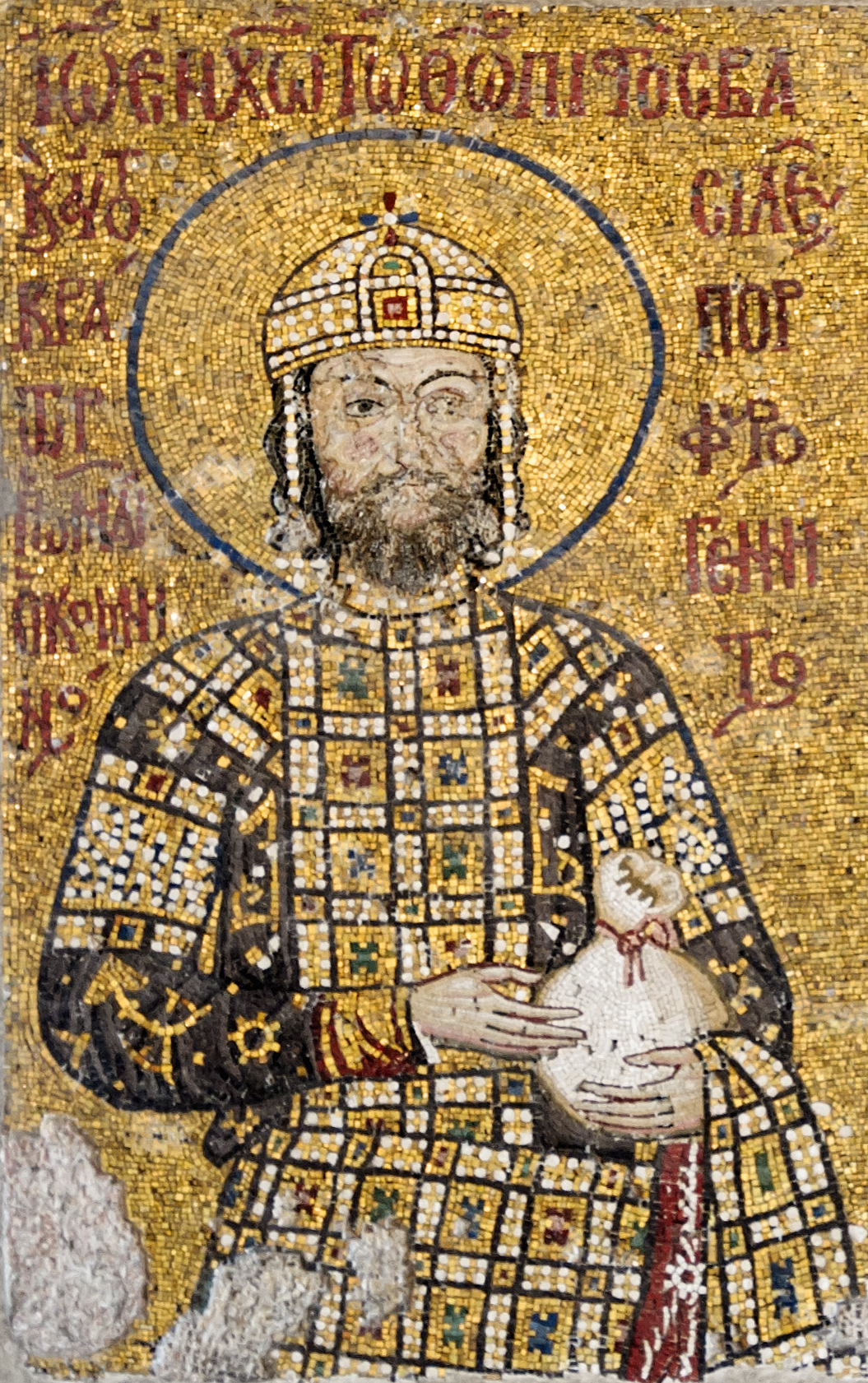
João II Comneno, irmão de Ana.
Mosaico em Santa Sofia, em Istambul.

Em 1087, nasceu o irmão de Ana, o João II Comneno. Anos depois do nascimento, em 1092, o jovem foi apontado como coimperador. De acordo com Nicetas Coniates, o imperador Aleixo - pai de Ana - favorecia João enquanto que, por outro lado, Irene Ducena, "usou de toda a sua influência no lado de [Ana]" e "tentou continuamente" persuadir o imperador a apontar Nicéforo Briênio, o marido de Ana, também como imperador. Por volta de 1112, Aleixo caiu doente de reumatismo e não conseguia se mexer. Por isso, ele entregou o governo do império à esposa, que entregou a administração a Nicéforo. Com o imperador padecendo em seu leito de morte, João, de acordo com Coniates, sorrateiramente tomou-lhe o anel imperial durante um abraço, "como se estivesse sofrendo". Em 1118, Aleixo Comneno morreu e o clero de Santa Sofia aclamou João como imperador em seguida.
De acordo com Dion C. Smythe, Ana "se sentiu traída" pois "deveria ter herdado". De fato, de acordo com a "Alexíada", ela teria sido presenteada com "uma coroa e o diadema imperial" logo ao nascer. O "principal objetivo" de Ana ao contar os eventos na "Alexíada", de acordo com Vlada Stankovic, era "afirmar seu próprio direito" ao trono e sua "precedência sobre seu irmão João".
Por conta desta crença, Ellen Quandahl e Susan C. Jarratt relatam que Ana "quase certamente" estava envolvida no plano para matar João no funeral de Aleixo. De fato, Ana, de acordo com Barbara Hill, "tentou" reunir forças militares para depor o irmão. De acordo com Coniates, Ana foi "estimulada pela ambição e pela vingança" ao armar a morte de João. Dion C. Smythe afirma que os planos "não deram em nada". Ellen Quandahl e Susan C. Jarratt relatam que, logo depois, Ana e Briênio, "organizaram outra conspiração". Porém, de acordo com Hill, Briênio "se recusou" a derrubar João e Ana não conseguiu, assim, prosseguir com seus planos. Com esta recusa, Ana, de acordo com Coniates, teria exclamado que "a natureza se enganou entre os dois sexos e deu a Briênio a alma de uma mulher". De acordo com Quandahl e Jarrat, Ana mostra "repetidamente uma raiva sexualizada". De fato, Smythe afirma que os objetivos de Ana teriam sido "atrapalhados pelos homens em sua vida". Contudo, também Irene teria se recusado, de acordo com Hill, a participar de planos de revolta contra um imperador "estabelecido".
É importante notar que Barbara Hill nota que Coniates escreveu depois de 1204 e, de acordo com ela, estava "distante" dos "fatos reais" e que sua "agenda" era "procurar pelas causas" da queda de Constantinopla em 1204.
No final, após a morte do marido, Ana se internou no Convento de Cecaritomena, fundado por Irene Ducena, onde ela permaneceu até a morte.

## Obra
Em reclusão, Ana encarregou-se da escola do mosteiro e só se tornaria monja no seu leito de morte. Durante a sua vida dedicou-se a estudar filosofia e história e reuniu-se com intelectuais eminentes, entre os quais os dedicados aos estudos aristotélicos. Os seus conhecimentos e inteligência ficaram demonstrados nos poucos trabalhos da sua autoria. Entre outros assuntos, era versada em filosofia, literatura, gramática, teologia, astronomia e medicina. Através de pequenos erros na "Alexíada", pode-se concluir que citava Homero e a Bíblia de memória. Os seus contemporâneos, como o bispo,Jorge Tornício de Éfeso, viam Ana como uma pessoa que atingira "o cume máximo da sabedoria, tanto secular como divina".
Como historiador, ao morrer em 1137, Nicéforo Briênio deixou incompleto um ensaio que intitulara de "Material para a História, centrado no reinado de Aleixo I Comneno. Aos 55 anos de idade, Ana decidiu concluir a obra, passando a intitulá-la "A Alexíada", a história da da carreira política do seu pai Aleixo de 1069 até à sua morte em 1118. Concluída em 1148, esta história é atualmente uma das principais fontes sobre a história política do Império Bizantino no final do século XI e início do século XII, tendo sido escrita em grego em 15 volumes.
Na Alexíada, Ana explicou as guerras e as relações políticas entre Aleixo I e o ocidente, e descreveu vividamente as armas, táticas e batalhas da época. Apesar da óbvia parcialidade e admiração, é possível encontrar indícios de críticas aos defeitos do seu pai, tal como do ódio pelo seu irmão João II Comneno e o lamento pelo seu exílio no convento. O seu relato da Primeira Cruzada tem um grande valor para a história por ser o único testemunho contemporâneo do ponto de vista bizantino: entusiasta de Bizâncio e firme antagonista do cristianismo ocidental, Ana viu as cruzadas como um risco político e religioso. Não escondeu a sua aversão aos arménios e aos latinos em geral (normandos e francos), a quem considerava bárbaros. Mas de entre estes, até aos velhos inimigos de Bizâncio, como Roberto Guiscardo e o seu filho Boemundo de Taranto, expressou admiração pelas suas virtudes, habilidade ou charme. Atualmente, a descrição dos eventos militares e dos infortúnios do Império Bizantino podem parecer estar num estilo exagerado e estereotípico. Também há alguns erros geográficos e muitos equívocos nos nomes e na hierarquia dos estrangeiros, particularmente dos turcos seljúcidas. Em geral, a cronologia da Alexíada está correcta, com a excepção dos acontecimentos que ocorreram depois do seu exílio no mosteiro.
Influenciada por Tucídides, Políbio e Xenofonte, o estilo literário de Ana Comnena inclui o aticismo característico da literatura bizantina do período, tornando a sua linguagem arcaica e artificial, com abundantes referências à Ilíada de Homero e a Sófocles, Eurípides e Demóstenes. No entanto, a obra contém uma narrativa vívida e de ritmo rápido, com curtas divagações. A utilização dos termos militares e o impressionante número de detalhes na descrição do reinado de Aleixo sugerem que, apesar de internada em um mosteiro, teve acesso a arquivos oficiais e talvez tenha até entrevistado testemunhas dos acontecimentos. Todo o conjunto demonstra que a autora teve uma educação muito abrangente. O seu interesse em táticas militares e nas ciências, bem como a sua auto-confiança nas suas capacidades literárias, são surpreendentes para uma mulher da sua época - e pela sua obra também é possível obter algum conhecimento sobre a mentalidade e percepção femininas do mundo do seu tempo.

## Morte e posteridade
A data exacta da morte de Ana Comnena é desconhecida. Através da "Alexíada", conclui-se que ainda estaria viva em 1148. Na obra, ela também transparece seu estado emocional, escrevendo que ninguém podia vê-la, mas muitos a odiavam, o que significa que ela detestava sua posição de isolamento  da sociedade forçado pelo exílio que lhe fora imposto.